# Gerrolasius oldroydi
Gerrolasius oldroydi là một loài ruồi trong họ Asilidae. Gerrolasius oldroydi được Londt miêu tả năm 1988. Loài này phân bố ở vùng nhiệt đới châu Phi.